# Tommaso Rocchi
Tommaso Rocchi (ur. 19 września 1977 w Wenecji) – włoski piłkarz który występował na pozycji napastnika.

## Kariera klubowa

### Początki
Mając 9 lat postawił pierwsze kroki w miejscowym FBC Unione Venezia. Przechodząc kolejne etapy piłkarskiej edukacji został dostrzeżony przez Juventus Turyn, który zdecydował się go wykupić w 1994 r. Razem z Primaverą Juventusu zdobył mistrzostwo Włoch. Przed sezonem 1995/96 dołączył do kadry pierwszego zespołu, jednakże nigdy w nim nie zagrał. Il Ghepardo został w 1996 wypożyczony do drużyny Pro Patria Calcio, nazwa ta oznacza „dla ojczyzny”. W klubie mającym swą siedzibę w Busto Arsizio, a grającym wówczas w Serie C1 spędził jedynie sezon. Pokazał się z dobrej strony rozgrywając 27 spotkań w lidze i strzelając 6 bramek. W 1997 jako wypożyczony zaliczył krótki epizod (4 mecze) w Fernanie. W następnym sezonie Juventus postanowił go wypożyczyć do grającego w Serie C1 Foot-Ball Club Saronno 1910. Niezła gra Rocchiego spowodowała zainteresowanie ze strony bardziej znanego Calcio Como, które zdecydowało się nabyć połowę jego karty zawodniczej za 300 mln lirów. Po dwóch latach Lariani wykupili za 600 mln lirów drugą połowę karty. W 2000 spodobał się trenerowi Treviso i w czerwcu przeniósł się do drużyny ze Stadio Omobono Tenni grającej wówczas w Serie B, która za połowę praw do niego zapłaciła 1,4 mld lirów. Sezon był dla Rocchiego dosyć udany. W 37 występach strzelił 8 bramek. Po roku powrócił do Como, które ponownie wykupiło resztę jego karty. W Calcio Como długo nie zagrzał miejsca, ponieważ Lariani postanowili sprzedać go do grającego w Serie B Empoli FC.

### Empoli
W klubie ze Stadio Carlo Castellani spędził trzy sezony i pomógł drużynie z tego niewielkiego miasta w awansie do Serie A. 27 października 2002 zdobył dwie bramki w meczu z Piacenzą. 25 stycznia 2004 strzelił Juventusowi hat-tricka. Ogółem dla drużyny Azzurich zagrał w 104 spotkaniach ligowych w których zdobył 28 bramek.

### Lazio
W 2004 został sprowadzony na zasadzie współwłasności za 1,5 mln euro do wiecznego miasta przez ówczesnego trenera S.S. Lazio – Roberto Manciniego. Debiut Rocchiego przypadł na ligową potyczkę z Sampdorią 12 września 2004 r. Pierwszą bramkę w nowych barwach zdobył 22 września 2004 r. w meczu z Brescią. Jako piłkarz pełną gębą pokazał się dopiero przy wielkim przyjacielu i idolu Paolo Di Canio, gdy jego kariera dawno przekroczyła półmetek. W meczu z US Lecce (1 maja 2005) przegranym 5:3 zdobył kolejnego w swej karierze hat-tricka. W czerwcu 2005 Lazio nabyło pełnię praw do Rocchiego za 2,5 mln euro. 25 września 2005 ustrzelił dublet w meczu z US Palermo. 12 lustopada 2006 w starciu z Udinese Calcio ponownie zaliczył dwa trafienia. Osiągnięcie to powtórzył 28 stycznia 2007 w potyczce z US Palermo. Il Ghepardo w wydatny sposób przyczynił się do awansu do Champions League zaliczając dwa trafienia w rewanżowym meczu z Dinamem Bukareszt. Popisem Rocchiego był rozegrany 26 września 2007 mecz z Cagliari Calcio w którym strzelił dwie bramki i zaliczył asystę (3:1). 6 listopada w meczu Ligi Mistrzów z Werderem zdobył 2 gole. 20 lutego 2008 r. przedłużył umowę o 5 lat. Sezon 2008/09 nie był dla niego tak udany, ale po odejściu Luciano Zauriego został kapitanem Lazio. Pomimo tego 9 listopada z AC Siena i 8 marca 2009 z SSC Napoli zdobył dwie bramki. Finałwoy mecz Pucharu Włoch 2009 był 200 oficjalnym meczem Tommasa dla Lazio. 25 sierpnia 2011 w meczu eliminacyjnym do Ligi Europy z Rabotničkim Skopje dwukrotnie pokonał bramkarza przeciwnika. 5 listopada 2011 potyczka z Novarą była ostatnim świetnym meczem Rocchiego w barwach Lazio, ponieważ trafił w nim dwukrotnie. W barwach Biancocelestich strzelił w Serie A 82 bramki stając się 5 strzelcem tego klubu w historii. Aby podkreślić swą pozycję Rocchi zmienił numer koszulki z 18 na 9, którą nosili wcześniej najlepsi w historii napastnicy Lazio. W barwach Biancocelestich zyskał reputację gracza bardzo wszechstronnego, potrafiąc świetnie wypełniać także rolę ofensywnego pomocnika, a nie tylko wykańczającego akcje kolegów, ale też i asystującego przy bramkach innych. A przede wszystkim strzelającego gole w najbardziej nieprawdopodobnych okolicznościach.

### Inter Mediolan
Malejąca rola Rocchiego w zespole spowodowało, że niezadowolony z takiego obrotu sytuacji napastnik zdecydował się w styczniu 2013 r. zostać graczem Interu Mediolan, który zapłacił za niego 0,3 mln euro. Podpisany kontrakt obowiązuje Rocchiego do czerwca 2013 r. i zawiera opcję przedłużenia go na następny sezon. W myśl postanowień umowy piłkarz zarobia ok. 800 tysięcy euro. Mediolańczycy próbowali go pozyskać wcześniej w styczniu 2009 r., lecz kwota żądana przez Lazio była zbyt wygórowana. Rocchi w drużynie miał pełnić rolę zastępcy Diego Milito, lecz na początku zawiódł pokładane w nim oczekiwania i częściej niż na boisku przebywał na trybunach. Pierwszy mecz dla Nerazzurrich przypadł na ligowe starcie z Udinese Calcio (0:3) w 19 kolejce (6 stycznia 2013 r.) Serie A. Premierowe trafienie dla Interu Il Ghepardo, a zarazem setne w Serie A zaliczył w spotkaniu z Atalantą rozegranym 7 kwietnia 2013 r. zdobywając pierwszą bramkę meczu (3:4). W ocenie Goal.com był najgorszym transferem sezonu 2012/13 w Serie A. Dla Nerazzurrich w 13 spotkaniach ligowych zdobył 3 bramki.
Z dniem 1 lipca 2013 r. stał się wolnym zawodnikiem, gdyż kontrakt z Interem wiązał go do 30 czerwca.

## Kariera reprezentacyjna
W reprezentacji Włoch Rocchi zadebiutował 16 sierpnia 2006 w meczu z Chorwacją. Rozegrał w niej trzy mecze. Wcześniej występował w młodzieżowych reprezentacjach. Uczestniczył w Igrzyskach Olimpijskich w Pekinie jako kapitan piłkarskiej reprezentacji olimpijskiej Włoch. Rozegrał na nich 2 mecze i strzelił jedną bramkę w meczu z Koreą Południową.

## Sukcesy

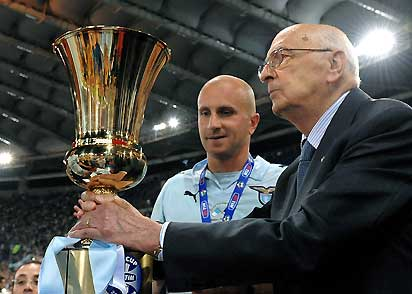
Rocchi odbiera Puchar Włoch

- Puchar Włoch: 2009
- Superpuchar Włoch: 2009
- Torneo di Viareggio: 1994
- Primavera: 1995
- Młodzieżowy Puchar Włoch: 1995

## Statystyki

### Klubowe
| Sezon   | Klub              | Kraj              | Flaga             | Rozgrywki         | Mecze | Bramki | Asysty |
| ------- | ----------------- | ----------------- | ----------------- | ----------------- | ----- | ------ | ------ |
| 1995/96 | Juventus Turyn    | Włochy            | Włochy            | Serie A           | 0     | 0      |        |
| 1996/97 | Pro Patria Calcio | Włochy            | Włochy            | Serie C1          | 27    | 6      |        |
| 1997    | Fermana Calcio    | Włochy            | Włochy            | Serie C1          | 4     | 0      |        |
| 1997/98 | FC Saronno 1910   | Włochy            | Włochy            | Serie C1          | 28    | 10     |        |
| 1998/99 | Calcio Como       | Włochy            | Włochy            | Serie C1          | 32    | 11     |        |
| 1999/00 | Calcio Como       | Włochy            | Włochy            | Serie C1          | 30    | 9      |        |
| 2000/01 | Treviso FC        | Włochy            | Włochy            | Serie B           | 37    | 8      |        |
| 2001/02 | Empoli FC         | Włochy            | Włochy            | Serie B           | 37    | 11     |        |
| 2002/03 | Empoli FC         | Włochy            | Włochy            | Serie A           | 34    | 6      | 0      |
| 2003/04 | Empoli FC         | Włochy            | Włochy            | Serie A           | 33    | 11     | 1      |
| 2004/05 | S.S. Lazio        | Włochy            | Włochy            | Serie A           | 35    | 13     | 0      |
| 2005/06 | S.S. Lazio        | Włochy            | Włochy            | Serie A           | 37    | 16     | 1      |
| 2006/07 | S.S. Lazio        | Włochy            | Włochy            | Serie A           | 36    | 16     | 8      |
| 2007/08 | S.S. Lazio        | Włochy            | Włochy            | Serie A           | 36    | 14     | 5      |
| 2008/09 | S.S. Lazio        | Włochy            | Włochy            | Serie A           | 27    | 9      | 1      |
| 2009/10 | S.S. Lazio        | Włochy            | Włochy            | Serie A           | 32    | 6      | 6      |
| 2010/11 | S.S. Lazio        | Włochy            | Włochy            | Serie A           | 18    | 3      | 4      |
| 2011/12 | S.S. Lazio        | Włochy            | Włochy            | Serie A           | 20    | 5      | 4      |
| 2012/13 | S.S. Lazio        | Włochy            | Włochy            | Serie A           | 3     | 0      | 0      |
| 2012/13 | Inter Mediolan    | Włochy            | Włochy            | Serie A           | 13    | 3      | 0      |
|         | Łącznie w Serie A | Łącznie w Serie A | Łącznie w Serie A | Łącznie w Serie A | 383   | 102    | 30     |
|         | Razem             | Razem             | Razem             | Razem             | 519   | 159    | 30     |

### Reprezentacyjne
| Data              | Miejsce                                 | Rywal       | Wynik | Rozgrywki               | Minuty |
| ----------------- | --------------------------------------- | ----------- | ----- | ----------------------- | ------ |
| 16 sierpnia 2006  | Stadio Armando Picchi, Livorno          | Chorwacja   | 0:2   | mecz towarzyski         | 56     |
| 15 listopada 2006 | Stadio Atleti Azzurri d’Italia, Bergamo | Turcja      | 1:1   | mecz towarzyski         | 32     |
| 2 lipca 2007      | Tórsvøllur, Torshavn                    | Wyspy Owcze | 1:2   | eliminacje do EURO 2008 | 85     |